# Serra del Pla
La Serra del Pla és una serra situada al municipi de Ribera d'Urgellet a la comarca de l'Alt Urgell, amb una elevació màxima de 978 metres.